# Make Love to Me (альбом)
Make Love to Me — пятый студийный альбом американской певицы Джули Лондон, выпущенный в 1957 году на лейбле Liberty Records. Продюсером альбома выступил Саймон Джексон, аккомпанировал певице оркестр под управлением Рассела Гарсии.

## Список композиций
| №  | Название                    | Автор(ы)                     | Длительность |
| -- | --------------------------- | ---------------------------- | ------------ |
| 1. | «If I Could Be with You»    | Джеймс Джонсон, Генри Кример | 2:17         |
| 2. | «It’s Good to Want You Bad» | Бобби Труп                   | 2:33         |
| 3. | «Go Slow»                   | Расселл Гарсия, Дебби Кронк  | 2:15         |
| 4. | «A Room with a View»        | Ноэл Кауард                  | 2:55         |
| 5. | «The Nearness of You»       | Хоги Кармайкл, Нед Вашингтон | 2:23         |
| 6. | «Alone Together»            | Артур Шварц, Говард Дитц     | 2:25         |

| №                   | Название                    | Автор(ы)                                             | Длительность |
| ------------------- | --------------------------- | ---------------------------------------------------- | ------------ |
| 1.                  | «I Wanna Be Loved»          | Джонни Грин, Эдвард Хейман, Билли Роуз               | 2:08         |
| 2.                  | «Snuggled on Your Shoulder» | Кармен Ломбардо, Джо Янг                             | 3:43         |
| 3.                  | «You’re My Thrill»          | Джей Горни, Сидни Клэр                               | 1:56         |
| 4.                  | «Lover Man»                 | Джимми Дэвис, Рэм Рамирес                            | 2:34         |
| 5.                  | «Body and Soul»             | Джонни Грин, Эдвард Хейман, Роберт Саур, Фрэнк Айтон | 2:25         |
| 6.                  | «Make Love to Me»           | Пол Манн, Стивен Вайс, Ким Гэннон                    | 2:31         |
| Общая длительность: | Общая длительность:         | Общая длительность:                                  | 30:05        |

## Участники записи
- Джули Лондон — вокал
- Эл Виола[англ.] — гитара
- Рассел Гарсия[англ.] — аранжировка, дирижёр